# Charles Stacy French
Charles Stacy French  (* 13. Dezember 1907 in Lowell, Massachusetts; † 13. Oktober 1995) war ein US-amerikanischer Biochemiker und Erfinder, bekannt für Forschungen zur Photosynthese.

## Leben
French war der Sohn eines Arztes und studierte ab 1926 Biochemie an der Harvard University, an der er 1930 seinen Bachelor-Abschluss erwarb und 1934 promoviert wurde. Als Post-Doktorand war er an der Summer Hopkins Marine Station in Pacific Grove und am Caltech und 1935/36 bei Otto Heinrich Warburg in Berlin. Ab 1936 war er Teaching Fellow an der Harvard Medical School  und ab 1938 Assistent von James Franck an der University of Chicago, für den er ein photosynthetisches Labor einrichten sollte. 1941 wurde er Assistant Professor  und später Associate Professor für Botanik an der University of Minnesota. 1947 bis zur Emeritierung 1973 leitete er die Abteilung Pflanzenbiologie der Carnegie Institution in Stanford.
Er ist bekannt für spektroskopische Untersuchungen der verschiedenen Chlorophyll-Komplexe in vitro und in Geweben, wobei er eigene Messgeräte entwickelte. Von ihm stammt das erste automatisch aufnehmende Fluoreszenz-Spektrometer. Er entwickelte eine French pressure cell zum Aufbrechen von Zellen und ein Gerät für die Geodäsie. 1952 demonstrierte er mit Violet M. K. Young effizienten Energietransfer von Phycobilinen zu Chlorophyll.
French war Mitglied der National Academy of Sciences (1963), der American Academy of Arts and Sciences (1963) und der Leopoldina (1965). 1973 erhielt er den Merit Award der Botanical Society of America und 1971 die Charles Reid Barnes Life Membership der American Society of Plant Physiologists. 1974 wurde er Ehrendoktor in Göteborg.
Er heiratete die Tochter Margaret von Julian Coolidge.

## Schriften
- Photosynthesis, Annual Review Biochemistry, 15, 1946, S. 397–416
- Light, pigments and photosynthesis, in: W. D. McElroy, Light and Life, Johns Hopkins University Press 1961, S. 447–472
- mit J. H. C. Smith: The major and accessory pigments in photosynthesis, Annual Review of Plant Physiology, Band 14, 1963, S. 181–224
- Fifty years of photosynthesis, Annual Review of Plant Physiology, Band 30, 1979, S. 1–26
- Algal culture from laboratory to pilot plant, Burlew 1953